# Premier ministre des Émirats arabes unis
Le Premier ministre des Émirats arabes unis est le chef du gouvernement. Jusqu'à présent, tous les Premiers ministres ont également exercé la fonction de vice-président, ce qui n'est pourtant pas exigé par la Constitution. Historiquement, le souverain ou le vice-souverain de Dubaï a toujours occupé ce poste.
Le Premier ministre préside le Conseil des ministres, qui se réunit une fois par semaine dans la capitale, Abou Dabi.
L'actuel Premier ministre est Mohammed ben Rachid Al Maktoum qui est aussi vice-président.